# Будинок Ікскюль-Гільденбанда
Буди́нок Ікскю́ль-Гі́льденбанда — пам'ятка історії та архітектури у Києві, що розташована на вулиці Шовковичній, 19 (поруч із «Шоколадним будиночком», що має № 17/2).
Будинок збудовано у 1891 році у псевдоґотичному стилі за проектом інженера Миколи Вишневського. Належав родині баронів Ікскюль-Гільденбандів.
Складався з шести 5-7-кімнатних квартир, частину з яких здавали в оренду. Ціна оренди коливалась від 100 до 130 рублів на місяць. На подвір'ї були стайні та каретні сараї, у підвалі — пральня та індивідуальні погреби з дров'яними складами для кожної квартири. Квартири опалювалися теракотовими коминами.
За радянських часів будинок націоналізували та перетворили у комуналку, а ще пізніше — у багатоквартирний будинок. Тут мешкали радянські академіки — поет та літературознавець Микола Бажан, економіст Павло Першин.
До часів незалежної України будинок дійшов у пошкодженому стані — з семи ґотичних шпилів, що прикрашали його, вцілів лише один. У 2000-х роках приватним коштом було проведено капітальний ремонт. На сьогоднішній день будинку повернуто первісний вигляд. Нині там розташований офіс приватної фірми.
Відомий також під назвою "Пряничний дім"

## Галерея

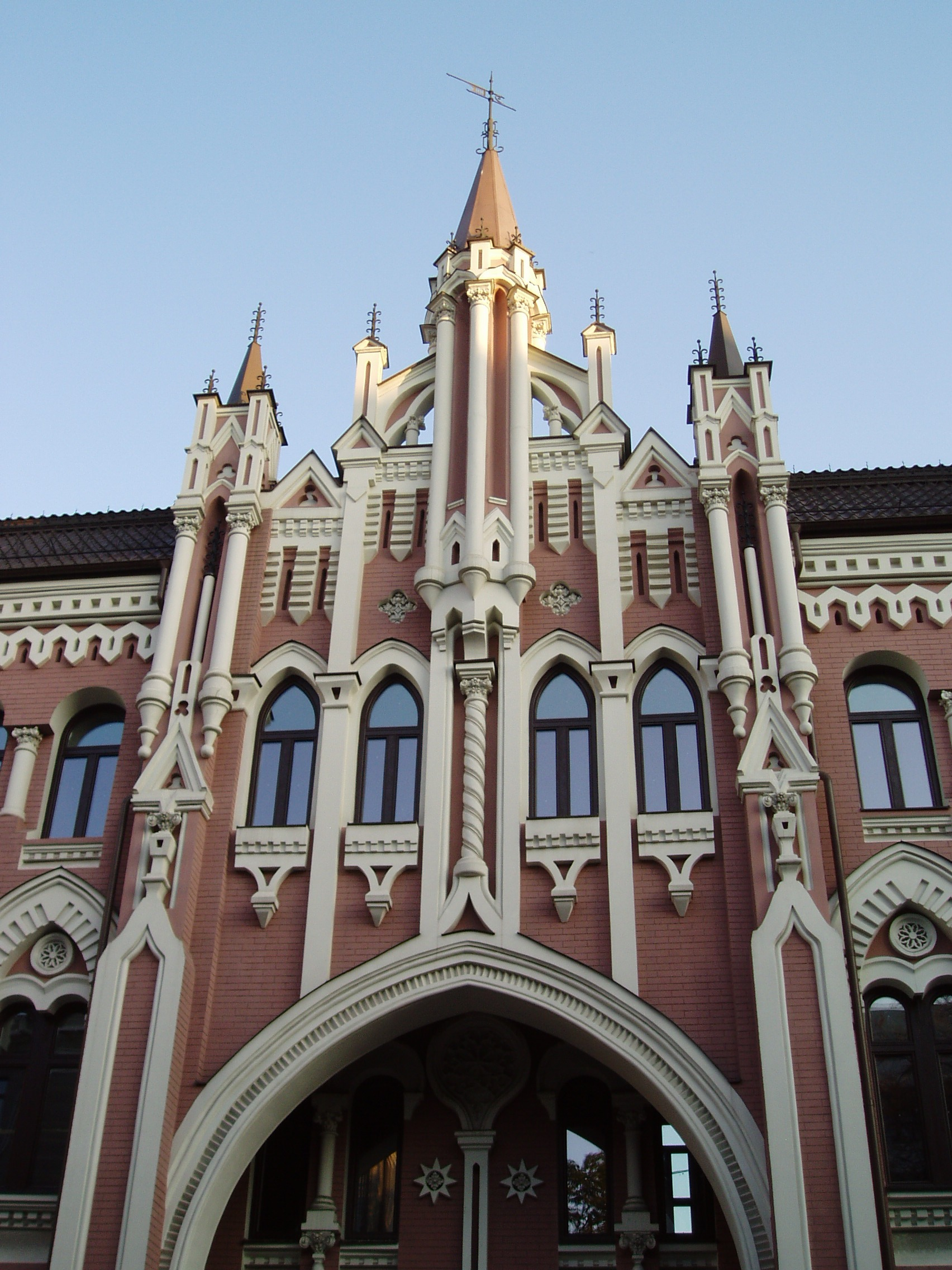
Загальний вид центральної частини будинку
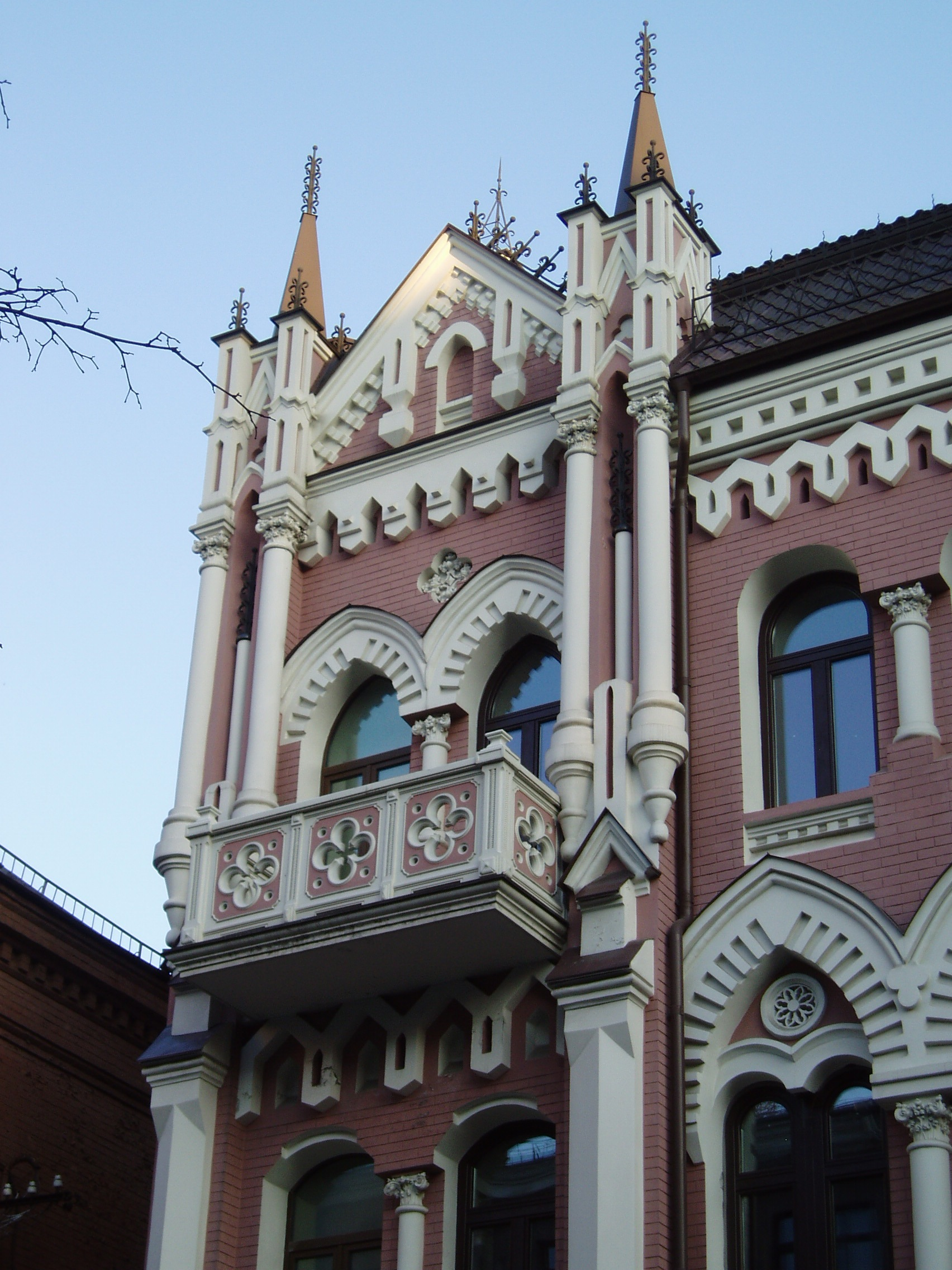
Деталі фасаду

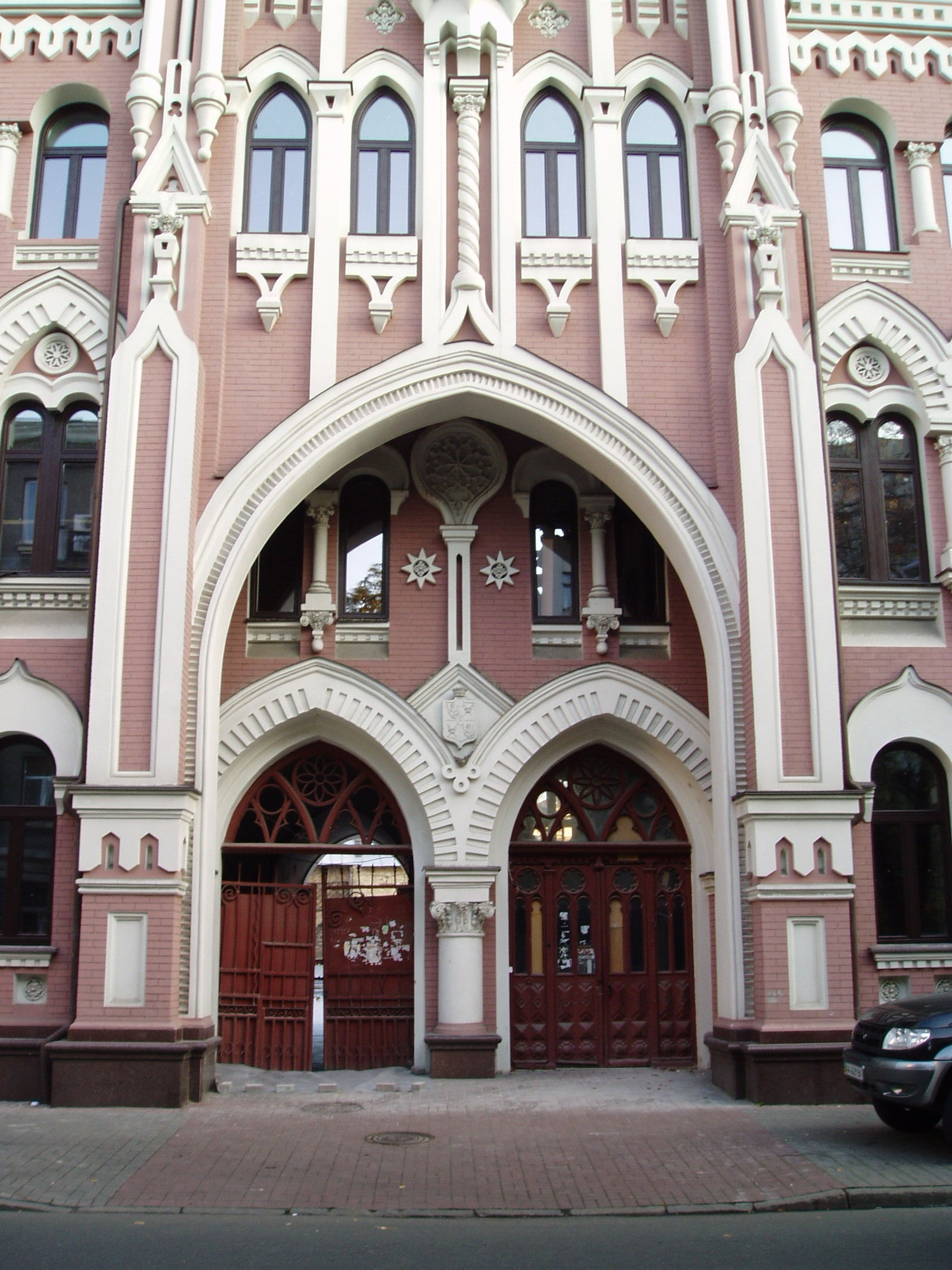
Вхід до будинку Ікскюль-Гільденбанда
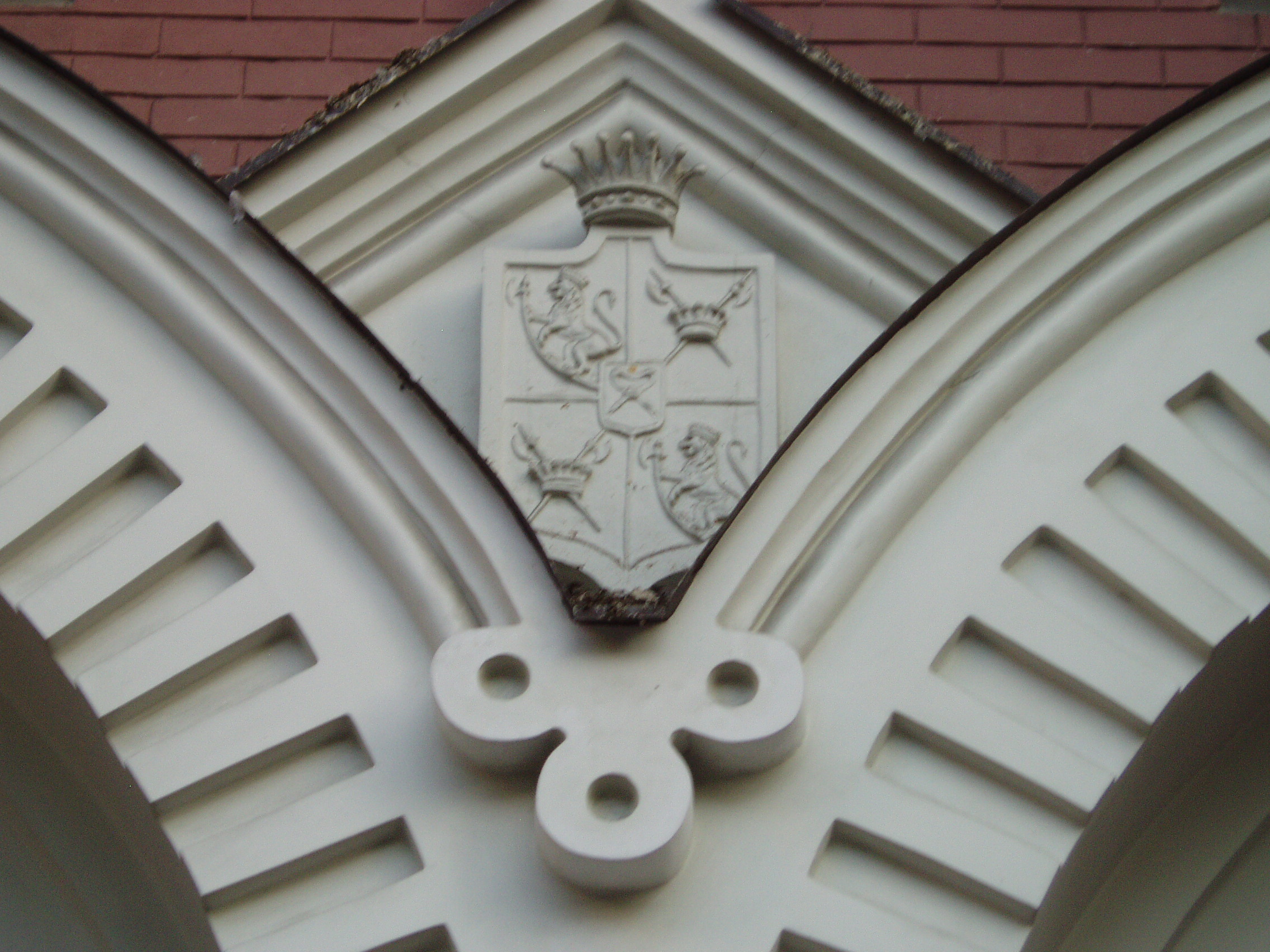
Герб Ікскюль-Гільденбандів над входом